# Oranjeoortangare
De oranjeoortangare (Chlorochrysa calliparaea) is een zangvogel uit de familie Thraupidae (tangaren).

## Verspreiding en leefgebied
Deze soort telt 3 ondersoorten:
- C. c. bourcieri: van zuidelijk Colombia tot noordoostelijk Peru.
- C. c. calliparaea: het oostelijke deel van Centraal-Peru.
- C. c. fulgentissima: zuidelijk Peru en westelijk Bolivia.